# Musée d'histoire naturelle de Fribourg
 (août 2022).
Si vous disposez d'ouvrages ou d'articles de référence ou si vous connaissez des sites web de qualité traitant du thème abordé ici, merci de compléter l'article en donnant les références utiles à sa vérifiabilité et en les liant à la section « Notes et références ».
Le musée d’histoire naturelle de Fribourg, en Suisse, est créé en 1823. Il a pour but de permettre au public de mieux connaître la nature, en particulier le patrimoine naturel fribourgeois. Il fonctionne également comme centre régional de compétence pour la flore, la faune et la protection de la nature. Le musée d’histoire naturelle de Fribourg est un musée bilingue (français et allemand).

## Histoire
Le muséum est créé en 1823, grâce à un legs du chanoine Charles-Aloyse Fontaine qui constitue la base de ses collections. Depuis lors, ses collections ne cessent de s’enrichir grâce aux dons et à des acquisitions. Les collections du muséum sont abritées par le collège St-Michel jusqu’en 1897, date à laquelle le musée déménage à Pérolles, dans les locaux où se trouve déjà la Faculté des sciences de l’Université de Fribourg.

## Collections

### Botanique
Le musée d’histoire naturelle conserve plusieurs herbiers d’importance dont l’herbier Jaquet contenant plus de 20 000 planches, ainsi qu’une collection de champignons lyophilisés. Les herbiers peuvent être consultés sur Internet.

### Sciences de la Terre
La collection de minéralogie compte de nombreux cristaux alpins, des météorites, des blocs erratiques - dont certains sont visibles aux alentours du musée. Le muséum abrite aussi la collection Baumhauer de minéraux du Lengenbach (Binntal dans le canton du Valais). Les collections de paléontologie comprennent des fossiles de la région comme un Halithérium, sirénien trouvé dans la molasse du Plateau suisse, des fossiles du monde entier comme l’Orthacanthus, un requin de plus de 260 millions d’années, et quelques holotypes tels l’amphibien primitif Raumbachia, aux nombreuses caractéristiques de poisson. Pour la géographie, un relief du glacier d'Aletsch, réalisé en 1916, met en évidence le recul des glaciers[réf. nécessaire].

### Zoologie
Les collections de zoologie sont surtout constituées de représentants de la faune régionale. À signaler une importante collection des coléoptères suisses.
Quelques pièces prestigieuses sont exposées, comme l’unique baleine naturalisée au monde (un rorqual boréal qui s'est échoué au Havre en 1852), le rarissime œuf d’Aepyornis, le Tigre de Sibérie, le Bonobo, l’Orang-outan.

## Expositions

### Expositions temporaires
Depuis 1976, le muséum organise 5-6 expositions temporaires par année. Les dernières expositions présentées sont :
- tic tac – le compte à rebours de la vie 10.6.2022 – 9.01.2023
- Hannetons - #4 Biodiversité Fribourg 1.7.2022 – 4.9.2022[1]
- Chiroptera 2016[1]
- 193  Vertébrés du Monde | dès le 15.12.2010
- 192  Des sangliers et des hommes - Vivre avec le sanglier 13.11.2010 - 13.02.2011
- 191  Agate et Jaspe 09.10.2010 - 08.05.2011
- 190  À l'eau, photographies de Michel Roggo 22.05.2010 - 03.10.2010
- 189  Le clan de la tortue 4.07.2009 - 18.04.2010
- 188  Arctica 06.06.2009 - 31.01.2010
- 187  Poussins 14.03. - 19.04.2009
- 186  Hermine et Belette 15.11.08 - 26.04.09
- 185  Dino, Mammouth  Co 18.10.2008 - 01.02.2009
- 184  mini MAXI Beaux-Arts 12.6.- 20.6.2008
- 183  Le Mouvement 7.6.- 21.9.2008
- 182  Flore des Préalpes 26.04.2008 - 07.09.2008

### Exposition permanente
L’exposition permanente comprend les secteurs suivants : 
- Minéralogie
- Histoire de la Terre
- Géologie
- Faune régionale
- Zoologie générale. Ce secteur est divisé en plusieurs expositions thématiques : deux parties générales consacrées aux vertébrés et aux invertébrés, une salle consacrée plus spécifiquement aux oiseaux et à leur évolution (Et l’écaille devint plume) et un espace consacré aux poissons, amphibiens, reptiles.

## Projets scientifiques et activités
Le muséum conduit plusieurs projets scientifiques visant à approfondir les connaissances du patrimoine naturel régional et à sensibiliser le public à la protection de la nature.
Le projet Flore des préalpes vise à faire  mieux connaître la flore de cette région, à l’étudier et à la protéger.
Le suivi des migrations d’oiseaux par satellite permet de mieux connaître les espèces, de renseigner les scientifiques sur les distances parcourues et sur les difficultés rencontrées par les oiseaux. Ce projet permet aussi d’informer le public en temps réel et de le sensibiliser à la protection des oiseaux. Plus de 40 oiseaux de cinq espèces différentes ont été suivis pas satellite (Cigogne blanche, Milan royal, Labbe à longue queue, Chouette harfang et Hibou grand duc). Les données de ces suivis sont communiquées sur le site internet du muséum.
Des ateliers parents-enfants sont organisés et guidés par des médiatrices culturelles, par exemple : Petits géologues le 3.9.2022.

## Station de soins pour animaux sauvages
Le musée offre ce service, où travaillent deux aides-vétérinaires, car les vétérinaires n’ont pas le droit de s’occuper de la faune sauvage et la population n’est pas autorisée à prendre un animal sauvage chez elle. La station est spécialisée dans les petits animaux, comme le hérisson et les oiseaux, qu’ils soient menacés ou pas. Une partie d’entre eux peuvent être sauvés, soignés quelque temps et remis dans la nature. En complément, les garde-faune s’occupent des plus grands qui dépassent les possibilités du musée, comme les chevreuils et les renards.

## Situation
Le muséum se trouve à l’extrémité sud du boulevard de Pérolles, non loin du centre ville. Il se situe au cœur des facultés des sciences de l’Université de Fribourg et près de l’école d’ingénieurs.